# Terešov
Terešov település Csehországban, Rokycanyi járásban. Terešov Ostrovec-Lhotka, Zbiroh, Drahoňův Újezd, Mlečice, Sebečice és Hlohovice településekkel határos. Lakosainak száma 179 fő (2024. január 1.).

## Népesség
A település lakosságának változását az alábbi diagram mutatja:
| Lakosok száma | 944  | 693  | 614  | 379  | 258  | 163  | 156  | 182  | 199  | 179  |
|               | 1869 | 1900 | 1921 | 1961 | 1980 | 2011 | 2016 | 2019 | 2021 | 2024 |